# Nová Ves (powiat Český Krumlov)
Nová Ves – wieś i gmina w Czechach, w powiecie Český Krumlov, w kraju południowoczeskim. Według danych z dnia 1 stycznia 2013 liczyła 400 mieszkańców.